# RK-55
RK-55는 러시아판 토마호크 미사일이다. 차량발사형을 RK-55 Granat (NATO:SSC-X-4 'Slingshot')이라고 부르고, 잠수함 발사형을 S-10 Granat (SS-N-21 'Sampson')이라고 부른다.
S-10은 잠수함의 533mm 어뢰관에서 발사된다. 사거리 3000 km이며, 원래 200 KT급 핵탄두를 장착하였으나 미국과의 조약 이후에는 재래식 탄두를 장착해 사용한다. 고체연료 부스터로 발사되어 수면밖으로 나온 후 R-95-300 터보팬 엔진이 점화된다. 아쿨라급 잠수함, 시에라급 잠수함, 빅토급 잠수함에서 사용한다.
인도는 2척의 아쿨라급 잠수함을 러시아에서 리스하기로 계약했으며, 2010년 네르파함이 인도되었다.

## 사용국가
- 러시아

### 예전 사용국가
- 소련
- 벨라루스
- 우크라이나

### 파생형 사용국가
- 인도
- 이란
- 조선민주주의인민공화국
- 중화인민공화국
- 파키스탄
- 대한민국 현무-3

## 같이 보기
- Kh-55
- 중거리 탄도 미사일